# Christian Kier
 Ikke at forveksle med Christian Ludvig Kier.
Christian Kier (født 17. maj 1988 i Odense) er en professionel fodboldspiller for 2. divisions klubben Næsby Boldklub.
Kier har spillet i OB siden 2002. Han har tidligere spillet for Sanderum Boldklub og har spillet på U17-landsholdet.
Han står for tiden oftest for OB's andenhold, som spiller i 2. Division Vest
Christian Kier er søn af folketingsmedlem Vivi Kier.
Kier forlod OB i 2010 da hans kontrakt udløb og skiftede til Næsby